# Kanon (Kirchenrecht)
Kanon, oft auch Canon geschrieben, Plural Kanones bzw. Canones (von altgriech. κανών kanón, „Stab, Stange, Messstab, Richtschnur“; daraus lat. canon, „Maßstab, festgesetzte Ordnung“), ist ein Lehr- oder Rechtssatz des Kirchenrechts. Kanones sind insbesondere als gängige Unterteilungen der Gesetze des Kirchenrechts der römisch-katholischen Kirche geläufig, das von ihnen den Namen „kanonisches Recht“ angenommen hat.

## Begriffsverwendung
Einzelne Konzilsbeschlüsse heißen seit dem 4. Jahrhundert Kanones, und Kanon bezeichnet in der Alten Kirche auch die Gesamtheit der dogmatischen und disziplinarischen Beschlüsse. Sammlungen solcher Beschlüsse heißen in der Forschung „Kanones-Sammlungen“, was im Vergleich zu Begriffen wie „Kirchenrechtssammlung“ und ähnlichen Ausdrücken den vielfältigen dogmatischen, liturgischen, disziplinarischen Inhalten der Sammlungen besser entspricht. Es ist üblich, alle Einzelnormen in solchen Sammlungen als „Kanones“ zu bezeichnen (unabhängig von ihrer Entstehung). In der römisch-katholischen Kirche werden bis in die Gegenwart der Codex Iuris Canonici und der Ostkirchenkodex (CCEO) in Kanones eingeteilt.

## Geschichte

### Spätantike und Mittelalter
Der Begriff Kanon setzte seit dem 4. Jahrhundert gegen andere Begriffe wie horos zur Bezeichnung von Konzilsbeschlüssen durch. In lateinischen Quellen wurde canon als Lehnwort verwendet und wie im Griechischen sowohl für Einzelnormen als auch die Gesamtheit der kirchlichen Bestimmungen oder eine Gesamtheit kanonischer Schriften (z. B. biblischer Kanon, Kanon der Konzilien) verwendet. Seit Kanones-Sammlungen außer Konzilsbeschlüssen auch Dekretalen enthielten, konnten auch diese päpstlichen Schreiben oder Auszüge daraus als Kanones bezeichnet werden (z. B. durch Cresconius), was ihre Autorität als Rechtsquelle hervorhob. Bereits Siricius verwendete in seinem Schreiben Directa ad decessorum an Himerius von Tarragona (Jaffé-Nummer: JK 255) den Ausdruck decretales als Gegenbegriff zu canones, um die Autorität päpstlicher Entscheidungen zu betonen.
Mit dem Ausdruck Kanon konnten die kirchlichen Normen seit der Spätantike auch von den kaiserlichen Gesetzen (nomoi) abgegrenzt werden. In den Ostkirchen bleibt die Verbindung zwischen beiden Bereichen eng, sowohl hinsichtlich der Normen als auch ihrer gelehrten Auslegung. Im Westen wurde seit den Kirchenreformen des 11. Jahrhunderts und der Wiederentdeckung des römischen Rechts im 12. Jahrhundert an der Rechtsschule von Bologna zunehmend zwischen geistlichem und weltlichen Recht unterschieden. An den mittelalterlichen Universitäten etablierten sich die Rechtswissenschaften vom kirchlichen und vom römischen Recht jeweils als eigene Disziplinen (Kanonistik und Romanistik). Die Begriffe „kanonisches Recht“ und „kirchliches Recht“ wurden im Mittelalter, anders als heute, synonym gebraucht und umfasste insgesamt mehr Materien.

### Neuzeit

#### Ostkirchen
In den Orthodoxen Kirchen galten die Kanones, wie sie in den Kanones-Sammlungen enthalten waren, auch in der Neuzeit weiter fort. Zu den Rechtsquellen gehören unverändert die Bibel, die Väterliteratur, die Kanones der ökumenischen Konzilien und weitere Synodalbestimmungen, Kirchenordnungen und weltliche Rechtsquellen. Eine besondere Rolle spielen die als Heilige Kanones bezeichneten syrischen Synodalbeschlüsse, die 692 durch das Konzil von Trullo als apostolisch anerkannt wurden.

#### Römisch-katholische Kirche
In der römisch-katholischen Kirche galt das kanonische Recht in Form des Corpus Iuris Canonici und seinen Ergänzungen auch in der Neuzeit weiter. Auch der Sprachgebrauch von Kanon blieb grundsätzlich der gleiche, d. h. sowohl einzelne Kapitel des Corpus als auch einzelne Konzilsbeschlüsse wurden als Kanon bezeichnet. Seit der Kodifikation des kanonischen Rechts durch den 1917 promulgierten Codex Iuris Canonici (CIC), das erste Gesetzbuch der römisch-katholischen Kirche, ist die Bezeichnung vor allem als Einteilungseinheit für die Normen des CIC geläufig, außerdem für die Normen des CCEO.
Canon wird abgekürzt mit c. (Plural: cc.) oder can. (Plural: cann.), teils auch groß geschrieben Can. Gemäß manchen Zitationsrichtlinien wird die Abkürzung c. für geltendes Recht, can. für nicht mehr geltendes Recht verwendet. (So etwa gemäß der Richtlinien für wissenschaftliches Arbeiten des Instituts für Historische Theologie, Liturgiewissenschaft und Sakramententheologie der Universität Wien, nicht aber gemäß der Wiener Kirchenrechtszitation.)
Üblicherweise, so auch im CIC und im CCEO, kann ein Kanon in Paragraphen (abgekürzt §, Plural: §§) unterteilt sein. Paragraphen wiederum können in Absätze untergliedert sein, die (wie auch Kanones und Paragraphen) mit arabischen Ziffern bezeichnet und als „Nummer“ (abgekürzt n.) bezeichnet werden.

#### Anglikanische Kirche
In den 44 Mitgliedskirchen der Anglikanischen Gemeinschaft werden kirchliche Normen teilweise als Kanones bezeichnet. Einige, z. B. die Schottische Episkopalkirche, besitzen ausschließlich in Canones unterteilte Codices. Die meisten Kirchen haben eine Konstitution (constitution) und verwenden Kanones (canons) und andere Regularien wie Rubriken (rubrics), Regeln (rules), Ordonnanzen (ordinances) sowie geschriebene und auch ungeschriebene Gebräuche (customs) und Überlieferungen (traditions) nebeneinander. Das Kirchenrecht vieler anglikanischer Kirchen stützt sich auf die Kanones aus dem von der Kirche von England 1603/04 angenommenen „Book of Canons“ (English Canons Ecclesiastical), historische Entscheidungssammlungen von Kirchengerichten oder vorreformatorisches kanonisches Recht. Zusammenfassend wird das Kirchenrecht der Anglikaner wie im katholischen Bereich „kanonisches Recht“ genannt (Anglican Canon Law).

#### Protestantische Kirchen
Die Kirchenordnungen der übrigen Kirchen der Reformation, die sich zumeist auf Martin Luthers Verwerfung des kanonischen Rechts im Dezember 1520 berufen, werden dagegen nicht als Kanones bezeichnet.

## Beispiele
Beispiel für einen Kanon des Codex Iuris Canonici:

“Can. 1 — Canones huius Codicis unam Ecclesiam latinam respiciunt.”

„Can. 1 — Die Canones dieses Codex betreffen allein die lateinische Kirche.“

Zitationsbeispiel:
- Nach c. 874 § 1 n. 5 CIC/83 darf ein Taufpate nicht Vater oder Mutter des Täuflings sein.[14]